# 北栄町立大栄中学校
北栄町立大栄中学校（ほくえいちょうりつ だいえいちゅうがっこう）は、鳥取県東伯郡北栄町由良宿にある公立中学校。

## 沿革
- 1964年（昭和39年）4月6日 - 大栄町立緑ヶ丘中学校と大灘中学校が統合し大栄町立大栄中学校開校[2]。
- 1964年（昭和39年）7月7日 - 校章制定。
- 1966年（昭和41年）9月26日 - 校歌制定。
- 1967年（昭和42年）3月28日 - 新校舎落成。
- 1967年（昭和42年）7月17日 - 水泳プール竣工。
- 2005年（平成17年）10月1日 - 東伯郡大栄町と北条町が合併し北栄町発足に伴い、北栄町立大栄中学校と改称。

## 部活動

### 運動部
- 野球部
- バスケ部(男子)
- バスケ部(女子)
- バドミントン部(男子)
- バドミントン部(女子)
- 柔道部
- 剣道部
- 陸上部
- ソフトテニス部(女子のみ)
- バレーボール部(女子のみ)
- 卓球部(男子)
- 卓球部(女子)
- 水泳部(夏季のみ、希望者のみ)
- 駅伝部(夏季のみ、基本的に陸上部が参加。希望者も受け付け)

### 文化部
- 吹奏楽部
- 文化部

## 校区
- 校区は、大栄小学校の通学区域となっている。

## 校区内の主な施設
- 鳥取県立鳥取中央育英高等学校
- 青山剛昌ふるさと館

## アクセス
- JR山陰本線由良駅から300m。

## 著名な出身者
- 青山剛昌（漫画家）

## 関係者
- 吉田たすく（染織家、絣紬研究家） - 元美術教師